# Strygejernet (bygning)
 For alternative betydninger, se Strygejernet. (Se også artikler, som begynder med Strygejernet)
Strygejernet er det populære navn for en funktionalistisk beboelsesejendom beliggende ved Gammel Kongevej og det sydvestlige hjørne af Søerne på Frederiksberg i København. Huset er det første resultat af det langvarige og succesfulde samarbejde mellem arkitekterne Kay Fisker og C.F. Møller. Dets øgenavnet skyldes, at ejendommens form – med to fløje som mødes i en spids vinkel mod Gammel Kongevej – kan minde om et strygejern.

## Historie
Ejendommen blev opført i 1929 på et sted hvor der hidtil havde ligget det maleriske omend forfaldne hus Vodroffs Nyhuse, der var bygget i 1846 og nedrevet i 1928. Da den nye bygning samtidig med sin Bauhaus-inspirerede stil var stærkt moderne for sin tid gav den anledning til en del kritik.
I den ny funkis-type søgte man bevidst at opløse den traditionelle opfattelse af husblokken som et stort muret massiv i retning af en kubisk dansk fortolkning.
Få år senere opførte Fisker og Møller det mere berømte Vestersøhus på den anden side af Sankt Jørgens Sø.

## Arkitektur
Ejendommen er opført i funktionalistisk stil og rummer 18 lejligheder samt oprindeligt 7 butikslokaler. Den består af to fløje arrangeret i en V-formet grundplan med spidsen mod Gammel Kongevej. Fløjen imod Vodroffsvej er i fem etager og står i gule mursten mens fløjen mod Sankt Jørgens Sø er i seks etager og røde sten.
Tidstypiske er de brede vinduesbånd, der blev muliggjort af, at bygningens ydermure ikke længere behøvede at udgøre den bærende konstruktion. Også vinduerne som går om hjørner er et tidstypisk element som muliggjordes af teknologiske fremskridt.
De to fløje er forskudt en halv etage i forhold til hinanden, således at vinduesbåndene langs søsiden fortsætter i brystninger langs i gadefløjen og omvendt.